# О’Салливан, Дони
Дони О'Салливан (англ. Donie O'Sullivan; род. 1990, Кэрсивин) — корреспондент канала CNN.
Родился в Кэрсивине, графство Керри, Ирландия. В 2009 году окончил Coláiste na Sceilge. В 2012 году окончил Университетский колледж Дублина со степенью в области истории и политики. Имеет степень магистра в области политологии Университета Квинс в Белфасте. Работал в агентстве Storyful в Дублине и Нью-Йорке, прежде чем присоединиться к CNN в 2016 году. Был продюсером отдела Social Discovery в CNN. Освещал влияние социальных сетей на политику и нападение на Капитолий США в 2021 году. В 2021 году работа О'Салливана о теории заговора COVID-19 (транслировалась CNN в 2020 году) была номинирована на Новостную и документальную премию «Эмми». Donie O'Sullivan: Capitol Man, документальный фильм, рассказывающий о жизни О'Салливана и его переезде из «маленького городка в Керри, чтобы стать всемирно известным», был заказан телеканалом RTÉ Television и транслировался в Ирландии в январе 2022 года.

## Личная жизнь
Живёт в Нью-Йорке, США. Является гражданином США и Ирландии.